# Buthus draa
Espèce
Buthus draa est une espèce de scorpions de la famille des Buthidae.

## Distribution
Cette espèce est endémique du Drâa-Tafilalet au Maroc. Elle se rencontre dans la haute vallée du Drâa vers Taznakht et Zagora.

## Description
Le mâle holotype mesure 69,8 mm et la femelle paratype 69,1 mm.

## Étymologie
Son nom d'espèce lui a été donné en référence au lieu de sa découverte, le Drâa.

## Publication originale
- Lourenço & Slimani, 2004 : « Description of a new scorpion species of the genus Buthus Leach, 1815 (Scorpiones, Buthidae) from Morocco. » Entomologische Mitteilungen aus dem Zoologischen Museum Hamburg, vol. 14, no 169, p. 165-170 (texte intégral).